# Tirzo Martha
Tirzo Martha (Willemstad, 16 juni 1965) is een Nederlands beeldhouwer en performancekunstenaar, wonend en werkend in Curaçao.

## Leven en werk
Martha groeide op in de wijk Buena Vista in een sociaal betrokken gezin. Als kind reageerde hij al kritisch op de omstandigheden in zijn wijk en deelde zijn eten met vriendjes die geen eten hadden. Hij studeerde aan de Akademia di Arte Korsou op Curaçao, aan de Hogeschool voor de Kunsten Utrecht en aan de modeschool van Frans Molenaar. In 1991 keerde hij terug naar Curaçao.
Martha's drang om kunst te maken komt voort uit zijn humanitaire en sociale engagement. In zijn sculpturen of installaties en zijn performances brengt hij verschillende gemeenschappen samen: in zijn installaties gebruikt hij allerlei materialen en alledaagse voorwerpen en houdt de toeschouwer een spiegel voor van de sociaal-politieke toestand van de samenleving; in zijn performances brengt hij de held  Captain Caribbean tot leven, die strijdt voor rechtvaardigheid, gelijkheid en een duurzame samenleving.
In 2006 richtte hij samen met David Bade het Instituto Buena Bista (IBB) op, waarvan beiden directeur zijn. Het IBB is een vooropleiding voor jongeren (tussen 14 en 25 jaar) die een vervolgopleiding aan een kunstacademie of een andere creatieve opleiding ambiëren. Tevens verzorgt het IBB vier artist-in-residenceprogramma's en organiseert het een groot aantal sociaal-culturele projecten, tentoonstellingen en lezingen.

## Werken
Ter gelegenheid van het 25-jarig ambtsjubileum van Koningin Beatrix ontwierp Tirzo Martha de in 2005 geslagen 5 en 10-gulden munten van de Nederlandse Antillen.
In 2010 was hij gastkunstenaar tijdens de Eerste Triënnale van Caribische Kunst in het Museo de Arte Moderno, Dominicaanse Republiek. Als gastdocent werkte hij onder meer aan het Sandberg Instituut, de Universiteit Leiden, de Universiteit van de Nederlandse Antillen, de Universiteit Bordeaux-Montaigne, de Universiteit van Lissabon en het Witte de With Center for Contemporary Art.
Voor de expositie Open in Museum De Fundatie, Zwolle in 2015-2016 maakten Martha en andere kunstenaars werken op basis van de teksten van de nummers op het gelijknamige album. In 2017 waren zijn installaties te zien in de expositie Afrikaanse Bedienden Aan Het Haagse Hof in het Haags Historisch Museum, de grote solotentoonstelling No excuses in museum Beelden aan Zee, All You can Art II in de Kunsthal en Black Rebels, V2 op het International Film Festival Rotterdam. No Excuses werd genomineerd voor de verkiezing van de Tentoonstelling van het Jaar.
In 2019 werd Martha's werk De dematerialisatie van de vijf geboden in de vijf zintuigen voor het stadhuis van Den Haag geplaatst. Overcoming Ourselves In Order To Overcome uit 2020 was zijn tweede werk in de openbare ruimte in Nederland. Voor de beeldententoonstelling ArtZuid 2021 maakte hij twee beelden. Samen met David Bade werkte hij met het project Look at me now mee aan de tentoonstelling over slavernij in het Rijksmuseum in 2021. Zij nodigden alle bezoekers uit om samen tien nieuwe kunstwerken te maken, gebaseerd op de verhalen uit de tentoonstelling.
Op uitnodiging van de Eerste Kamer maakte hij in mei 2023 ter gelegenheid van de renovatie van het Binnenhof het kunstwerk Zitten, zat, gezeten, nu ga ik staan! van meer dan honderd stoelen over het thema "Reflectie" op het Plein in Den Haag. Voor ArtZuid 2023 maakte hij samen met David Bade het werk Another Blòki in the Wall.
In 2024 was op de tentoonstelling Intensive Care in Museum van Bommel van Dam een omvangrijke serie grotendeels witte installaties te zien, gewijd aan maatschappelijke problemen. Zij maken deel uit van de serie Chronisch Monochroom, waarvoor het idee ontstond tijdens Martha's verblijf in ziekenhuizen in Colombia en Curaçao.
In 2025 leidt Martha de collectieve performance Act of Valor door Caribische kunstenaars in het Pérez Art Museum Miami.
Werk van Tirzo Martha is behalve in Curaçao en Nederland ook te zien in de Verenigde Staten, Duitsland, Frankrijk, Italië, Portugal, Martinique, Argentinië, Brazilië, de Dominicaanse Republiek en Cuba.

## Solo-exposities
- 2002 De Drenkeling, Center for Contemporary Art (CBK), Dordrecht
- 2003 Destiny; Shunning the Journey, BCN Art Directe, Barcelona
- 2004 Digestion, Art Studio Insight, Aruba
- 2006 Made in Curaçao with a Dutch Component, intervention
- 2008 The Republic Of The Caribbean, Instituto Buena Bista, Curaçao
- 2010 Performance Captain Caribbean, The Initiation of Captain Caribbean National Heroes Park, Kingston
- 2010 Performance Captain Caribbean The Conquest of the Netherlands, Amsterdam
- 2010 San Juan San Pedro, Center for Contemporary Art (CBK), Dordrecht
- 2011 Afro-Victimize, The Patricia & Phillip Frost Art Museum, Miami
- 2017 Museum Beelden aan Zee, Den Haag
- 2020 Het huis dat nooit af is, Codamuseum, Apeldoorn
- 2022-2023 The Oceans and the Interpreters, Hong-Gah Museum, Taipei
- 2024 Intensive Care, Museum van Bommel van Dam, Venlo

## Onderscheidingen
In 2009 won Martha de Cola Debrotprijs. In 2019 kreeg hij de elfde Wilhelminaring voor zijn hele oeuvre. Aan deze prijs was onder meer een tentoonstelling in het Codamuseum verbonden en de opdracht een kunstwerk te realiseren in het Sprengenpark in Apeldoorn. De tentoonstelling Het huis dat nooit af is, van 6 september tot 6 december 2020, toonde zeven installaties uit zijn werk. Het werk Overcoming Ourselves In Order To Overcome, kwam tot stand in samenwerking met negen inwoners van Apeldoorn, en werd op 9 december 2020 in het Sprengenpark geplaatst. In de wijk Buena Vista werd eind 2021 een basisschool gebaseerd op het onderwijssysteem "Integraal Kindcentrum" naar hem vernoemd.

## Afbeeldingen

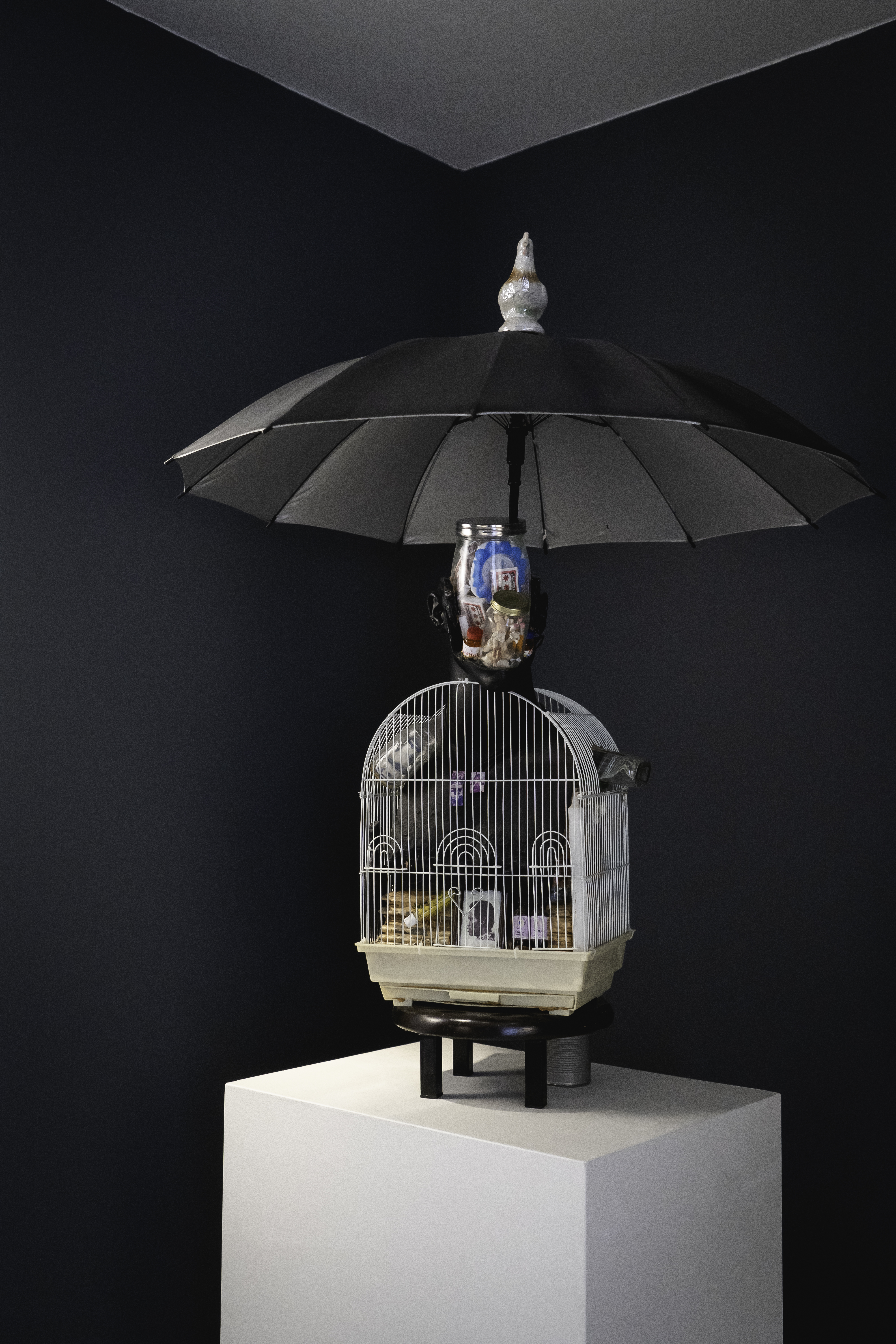
Protehá e Wardador / Protect the Protector (2009)
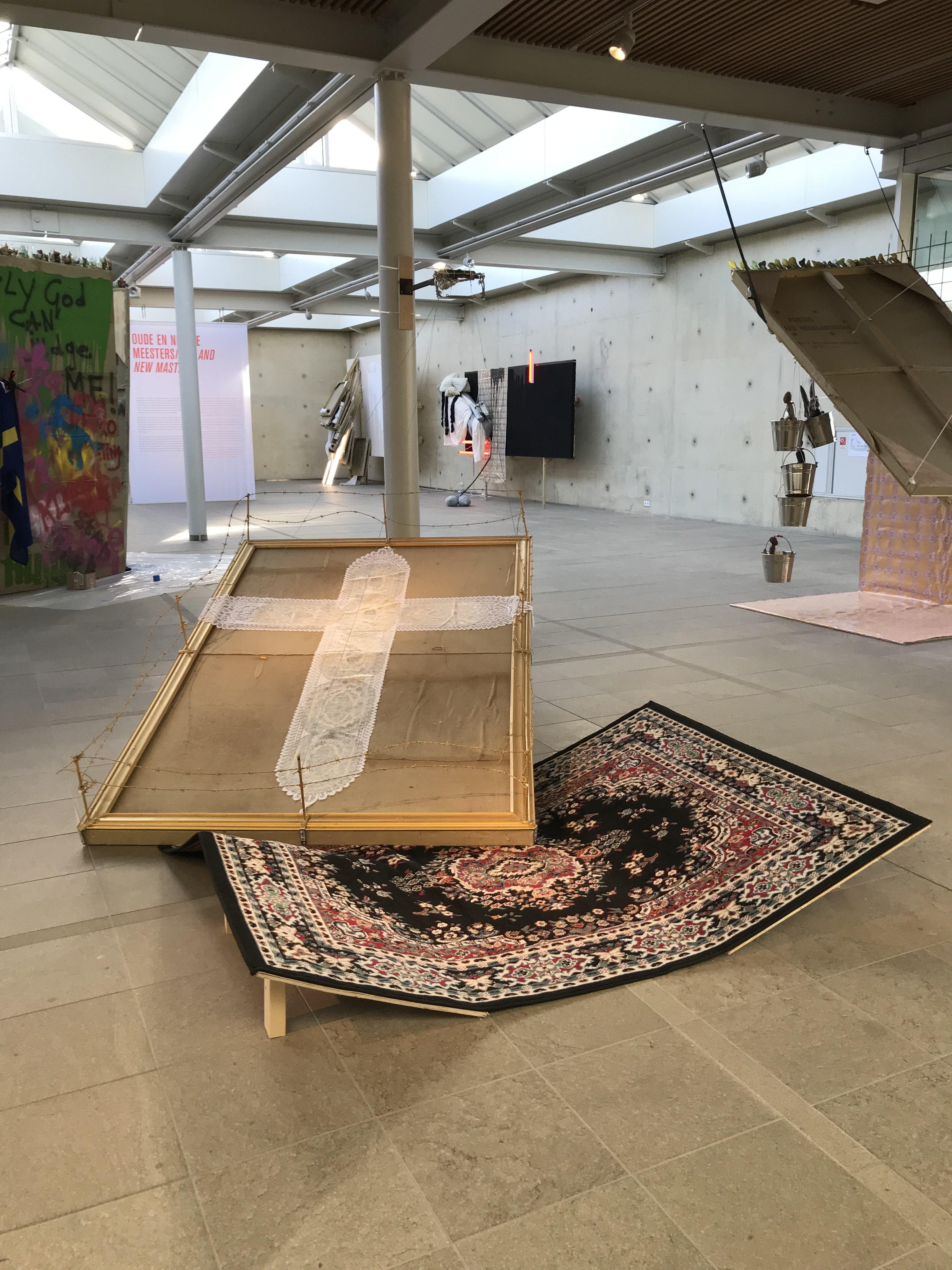
The banned partnership (2015)
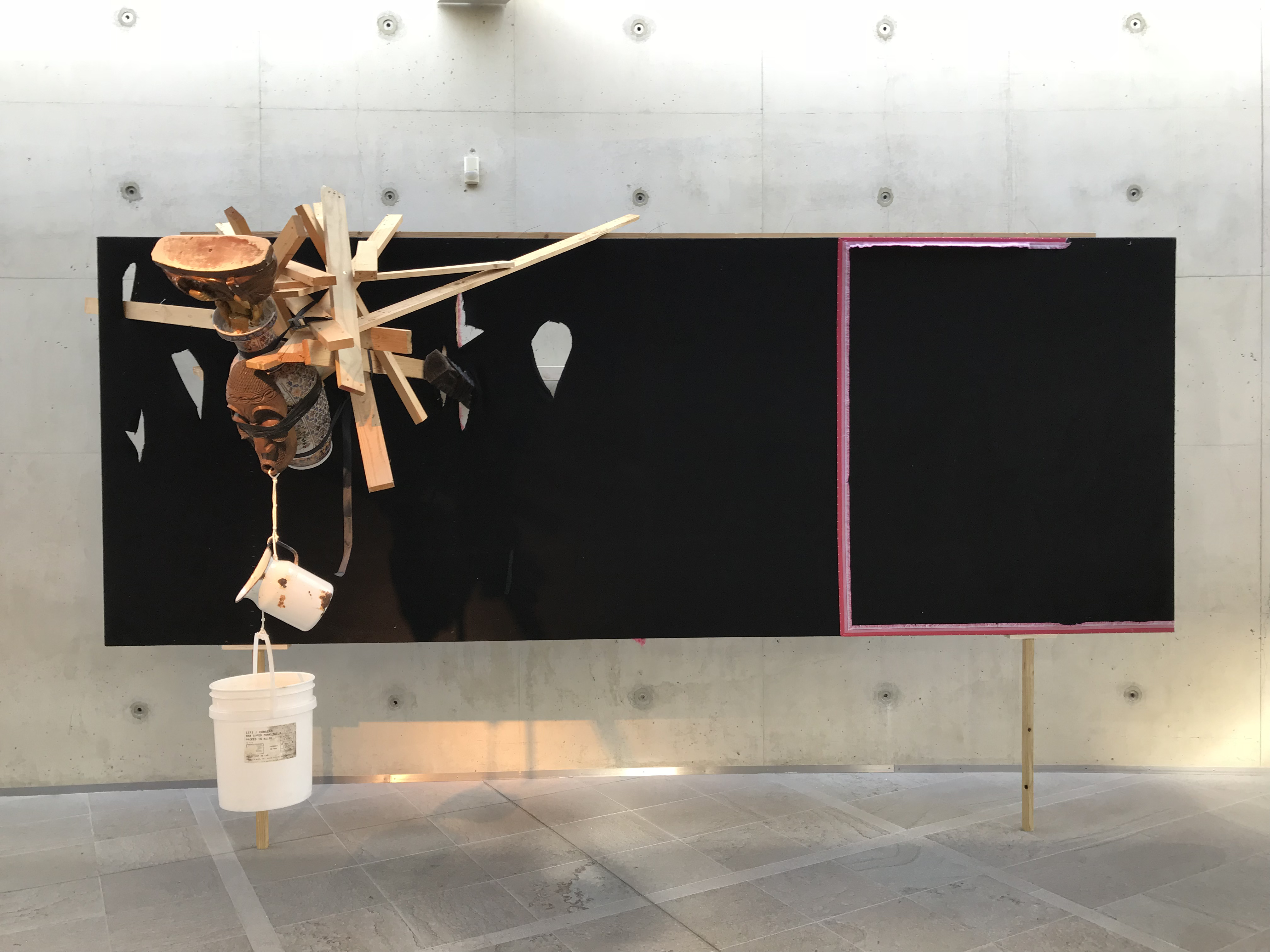
Ai Wei Wei sate batata hopi saus (2016)
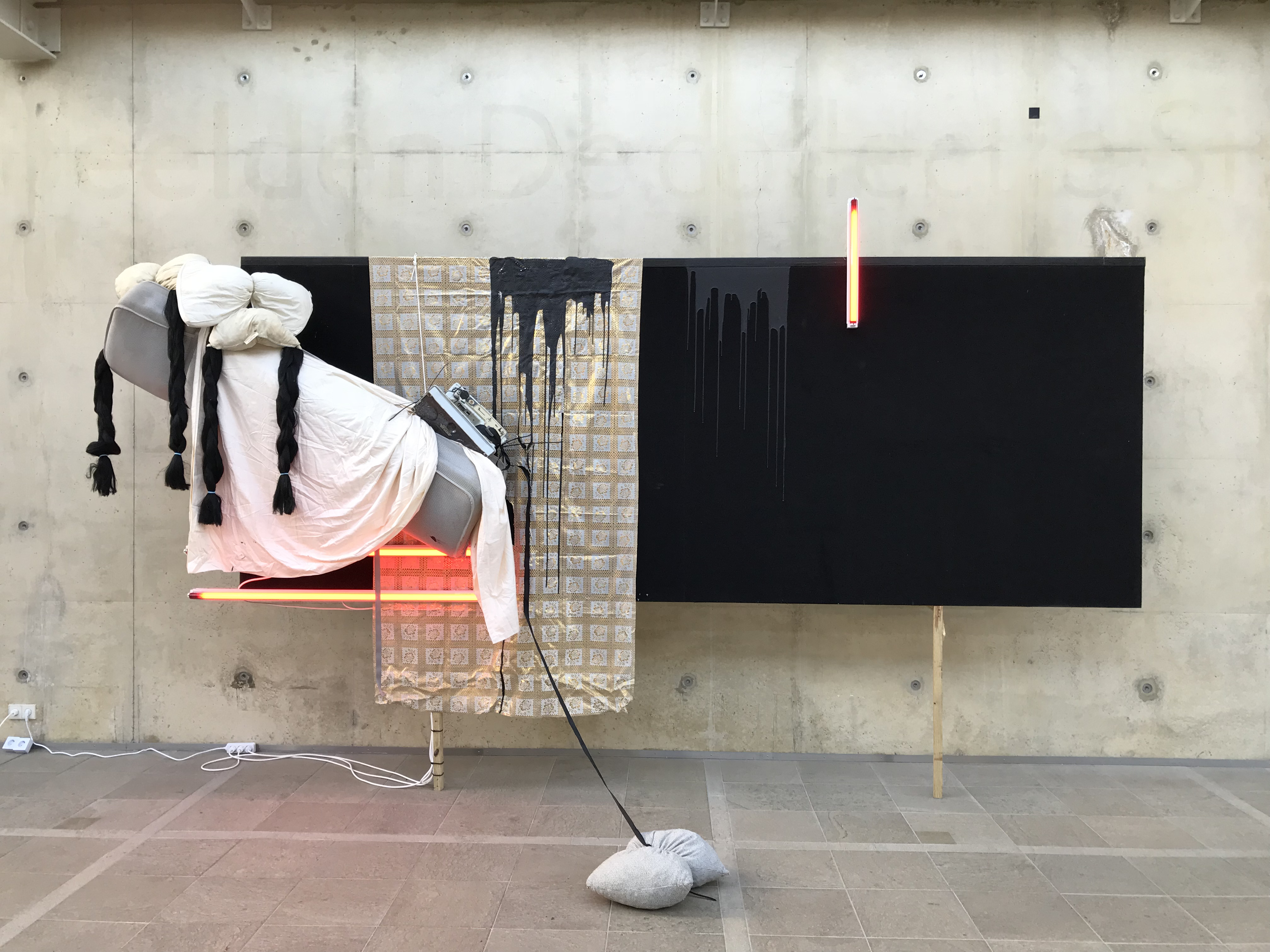
The Venus of Kawa Curaçao (2017)
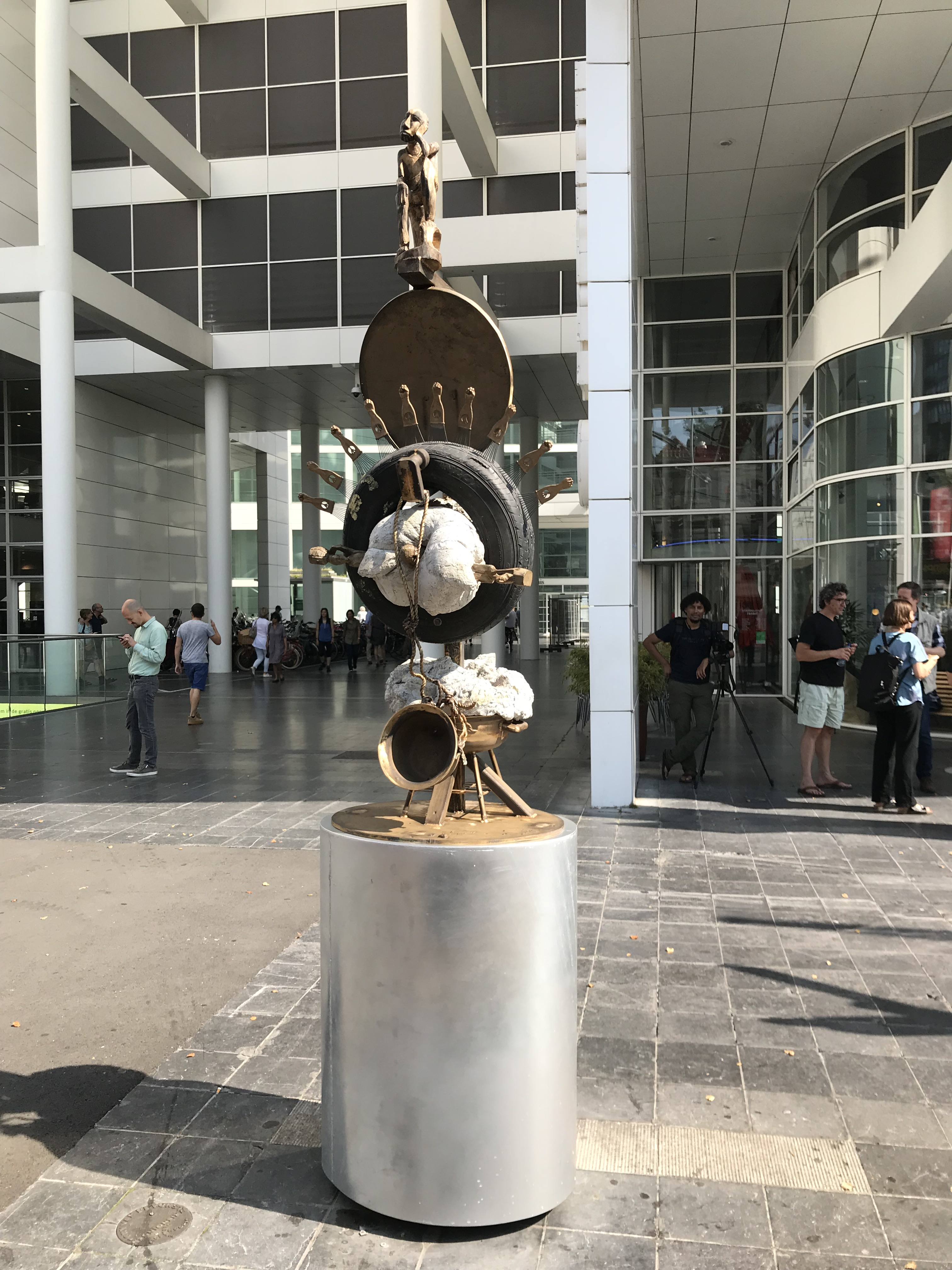
De dematerialisatie van de vijf geboden in de vijf zintuigen (2019), Spui / Grote Marktstraat / Kalvermarkt, Den Haag
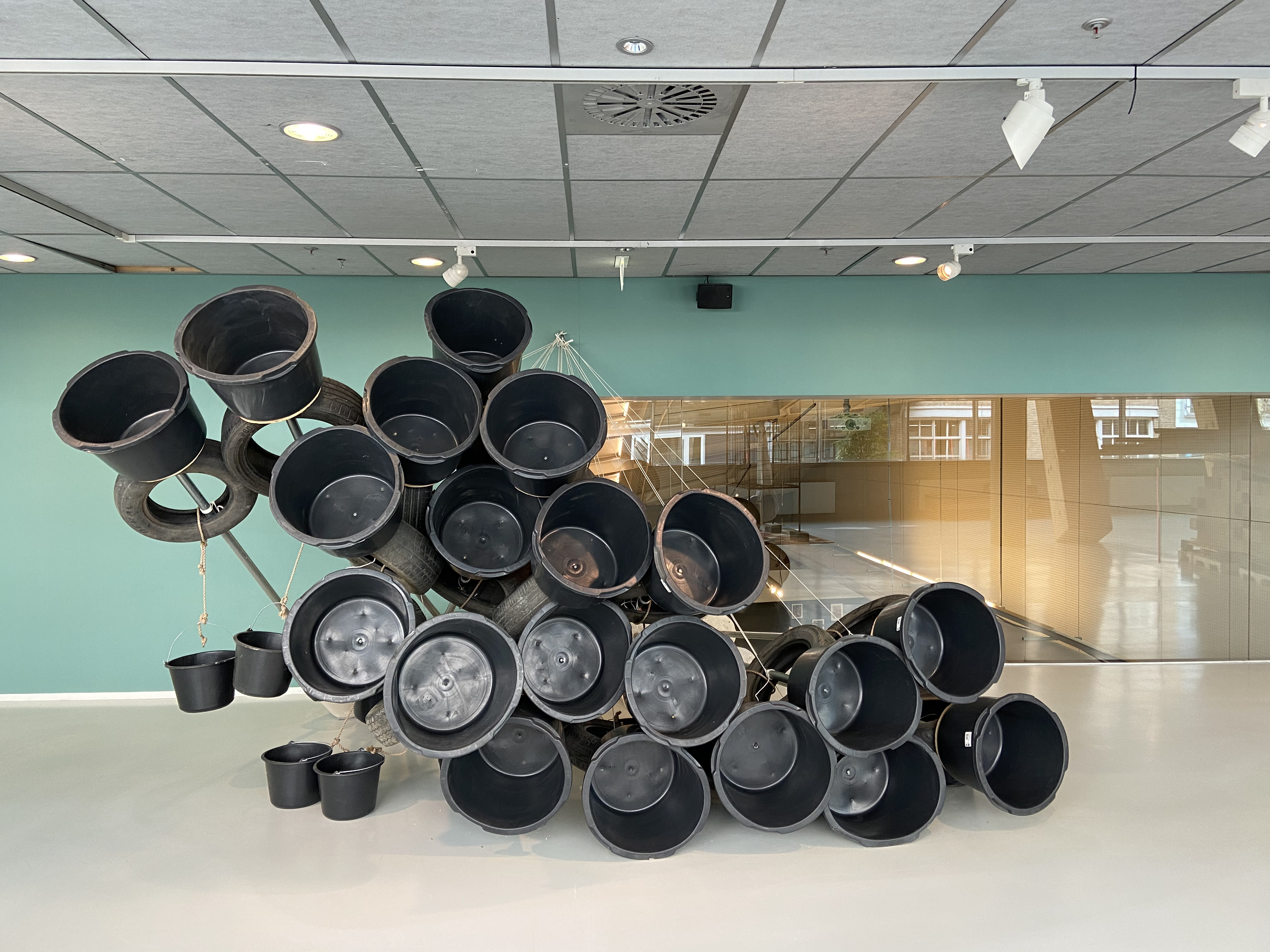
De redenering van de resten (2020), Codamuseum, Apeldoorn
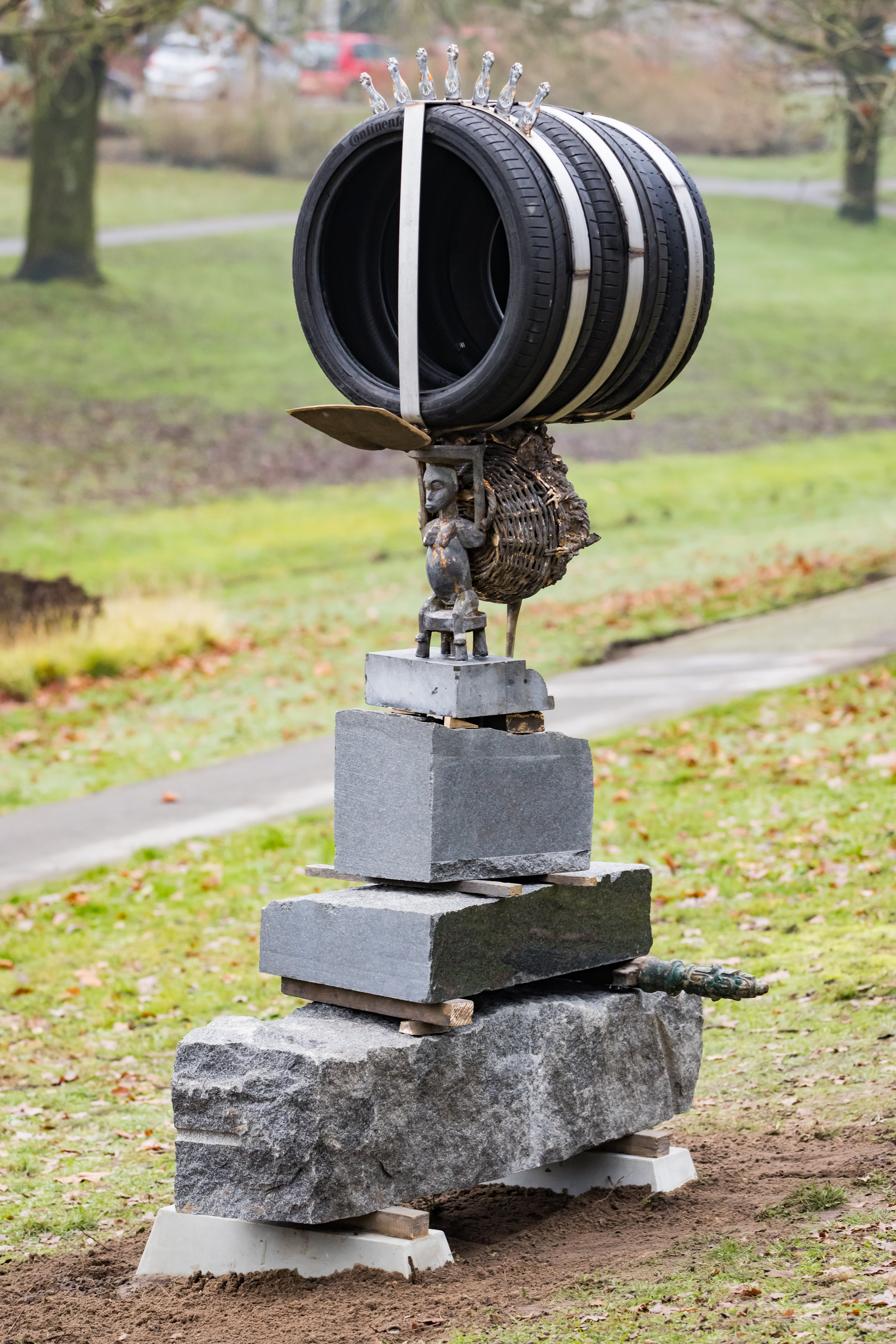
Overcoming ourselves in order to overcome (2020), Sprengenpark, Apeldoorn
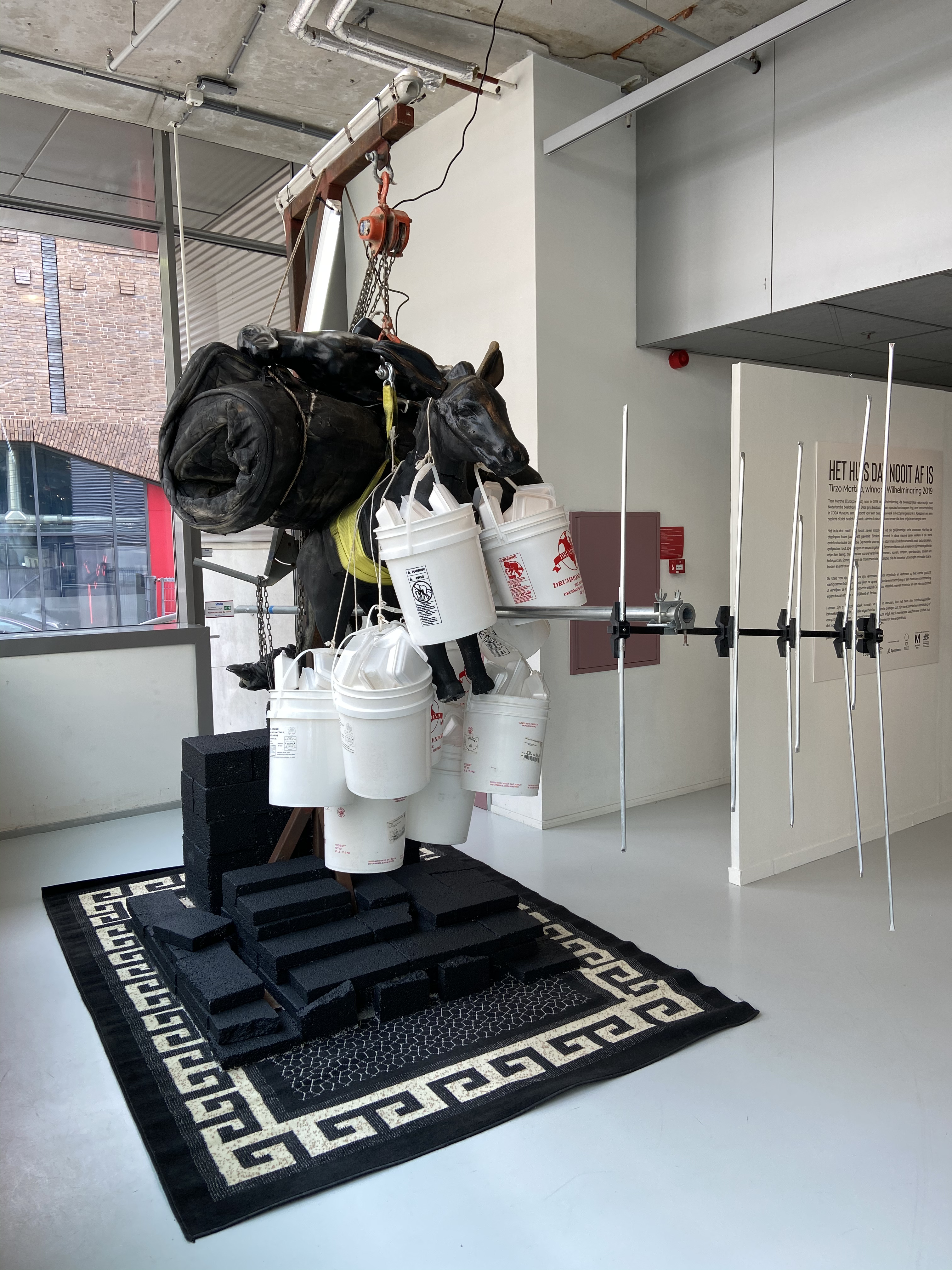
Stilleven van het het landschap van Curaçao met ezel en antenne (2020)
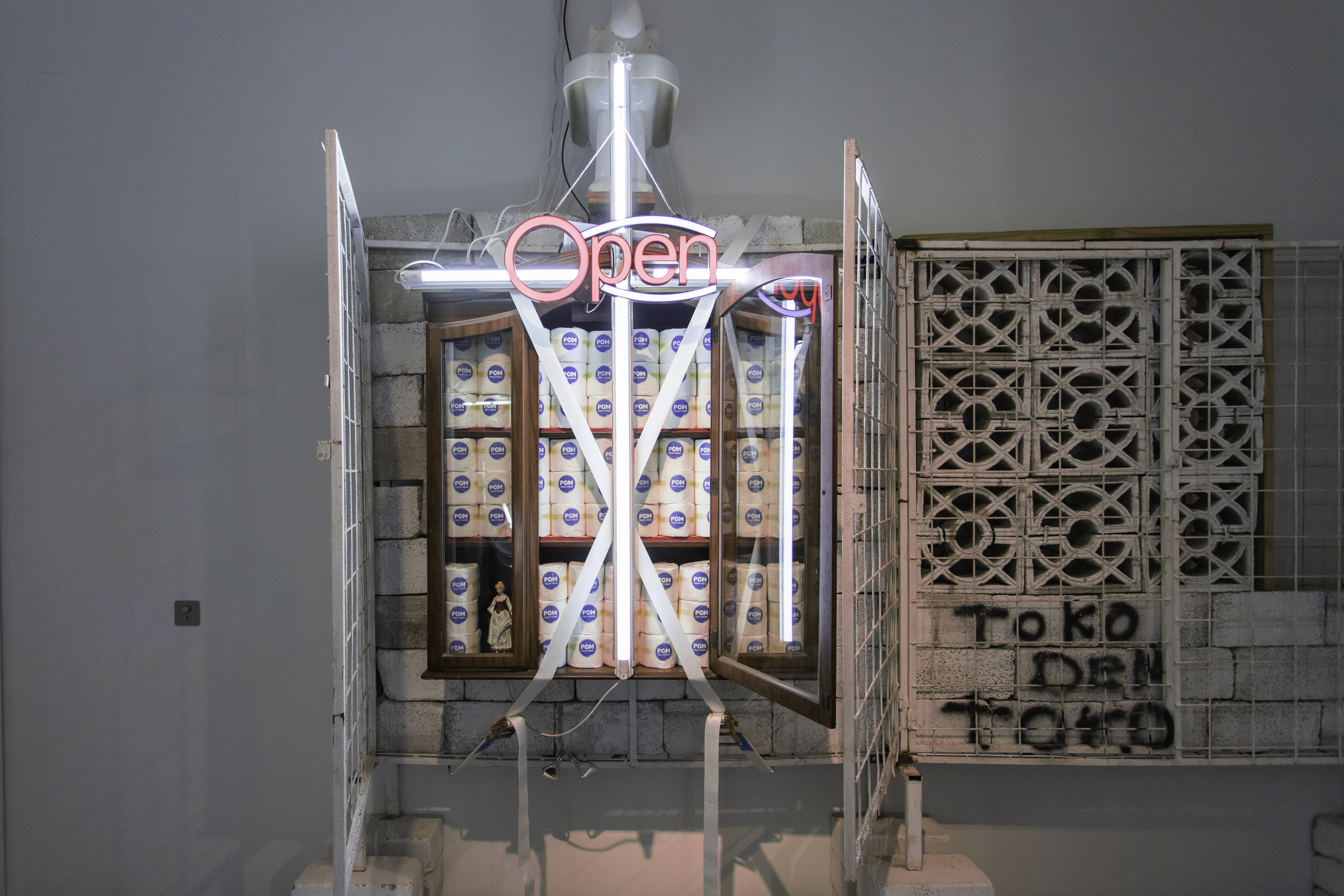
Zonder titel (2022)
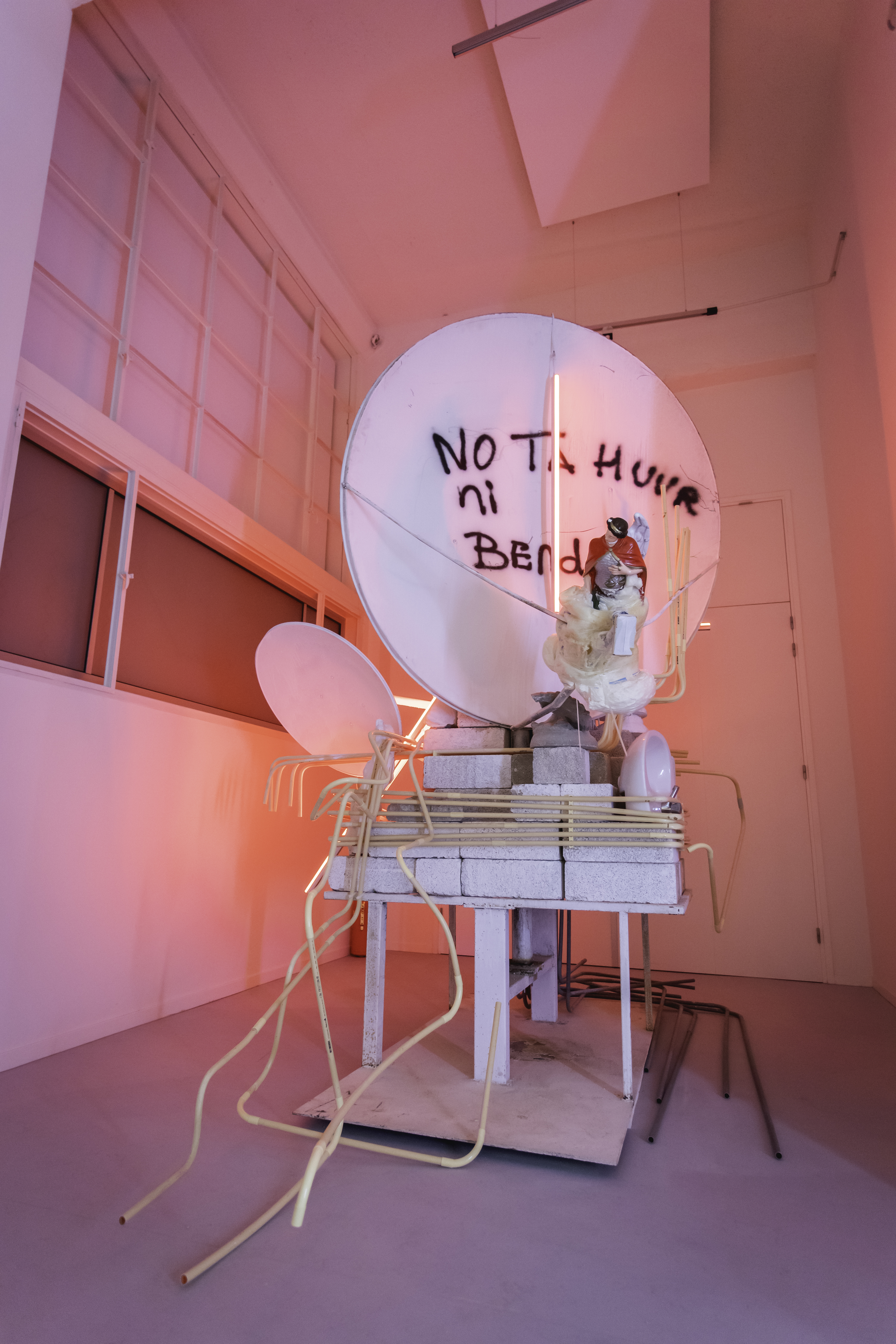
Zonder titel (2022)
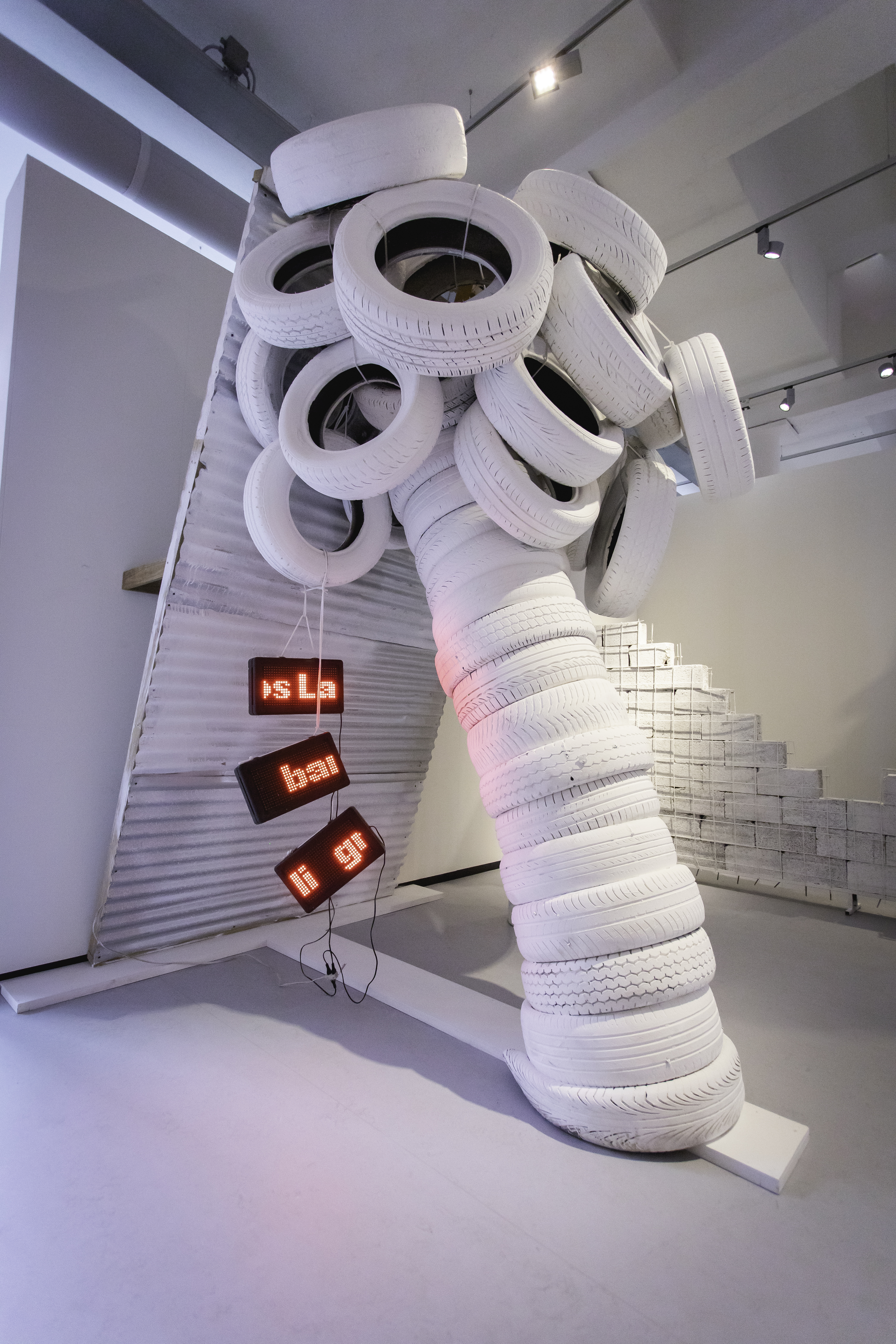
Zonder titel (2022)
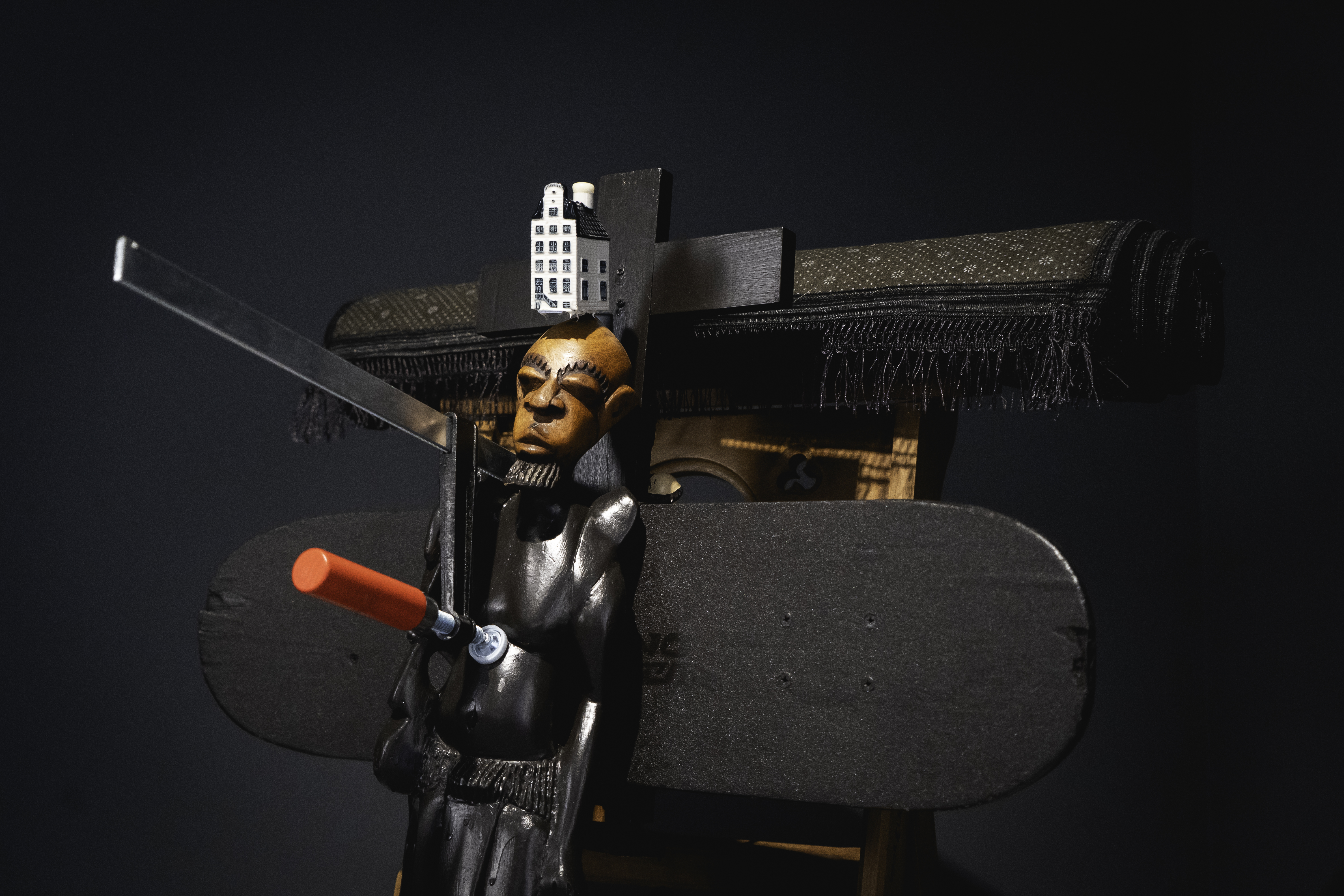
The Paradox of identifying identity and diversity no. 2 (2023)